# Герцфельд, Леви
Леви Герцфельд (нем. Levi Herzfeld; 1810—1884) — немецкий историк и раввин.

## Биография
Леви Герцфельд родился 27 декабря 1810 года в городе Эльрихе. Образование получил под руководством известнейших раввинов; общее образование завершил в Берлинском университете. 
В 1842 году Герцфельд занял пост «Landesrabbiner» в Брауншвейге. Вместе с Людвигом Филипсоном он созвал первый раввинский синод в Брауншвейге для обсуждения плана религиозных реформ, причем как на этом, так и на следующих синодах (во Франкфурте и в Бреславле) являлся сторонником умеренной реформы, хотя сам он в частной жизни строго соблюдал традиции. 
Его перу принадлежат следующие религиозные труды: «Kohelet, übersetzt und erläutert», 1838; «Das Deutsche in der Liturgie der Braunschweig. Synagoge», 1844; «Vorschläge zu einer Reform der jüd. Ehegesetze», 1846 (2-е изд. 1866).
Помимо теологических работ, Леви Герцфельд известен также как автор нескольких трудов по еврейской истории, среди которых: «Geschichte des Volkes Israel von der Zerstörung d. ersten Tempels bis zur Einsetzung des Makkabäers Schimon zum Hohenpriester und Fürsten» (3 т., Брауншвейг, 1847); «Metrologische Voruntersuchungen zu einer Gesch. des hebräischen Handels», 1863—1865; «Zwei Vorträge über die Kunstleistungen d. alten Juden», 1864; «Handelsgeschichte d. Jud.d. Altertums», Брауншвейг, 1879 (2-e изд., 1894). В последнем труде, посвященном истории еврейской торговли в древности, Л. Герцфельд стремился доказать, что так называемый коммерческий дух евреев был им навязан исключительно историческими событиями. В книге собран очень богатый материал, но автор преувеличивает значение торговли в хозяйственной жизни евреев при исходе древней истории, оспариваемое более поздними исследователями экономической истории евреев (Лёб, Каро и Шеппер). 
Среди других работ ученого наиболее известен «Einblicke in das Sprachliche der semitischen Urzeit, betreffend d. Entstehungsweise d. meisten hebräischen Wortstämme» изданный в 1883 году в Ганновере.
Леви Герцфельд умер 11 марта 1884 года в городе Брауншвейге.